# Asemostera involuta
Asemostera involuta là một loài nhện trong họ Linyphiidae. Loài này được phát hiện ở Ecuador.